# Eustathia cultrifera
Eustathia cultrifera är en spindeldjursart som först beskrevs av Robin 1968.  Eustathia cultrifera ingår i släktet Eustathia, och familjen Eustathiidae. Arten är reproducerande i Sverige.